# 樟岭站
樟岭站是位于黑龙江省塔河县塔河林业局樟岭林场的一个铁路车站，邮政编码165210。车站建于1970年，有富西铁路经过该站，现仅办理货运业务，不办理客运业务，车站及其上下行区间均未电气化。车站距离富裕站743公里，隶属哈尔滨铁路局，是四等站。